# Les Lutteurs immobiles
Pour les articles homonymes, voir Les Lutteurs et Les Lutteurs immobiles (téléfilm).
Les Lutteurs immobiles est un roman de science-fiction, écrit par Serge Brussolo et publié en 1983, aux éditions Fleuve noir, dans la collection Anticipation. Une nouvelle édition est publiée en 1997, aux éditions Denoël, dans la collection Présence du futur.

## L'histoire
Dans une société où l'objet est devenu roi, David, artiste peintre, se retrouve confronté à un choix cornélien : suivre le gouvernement en place en continuant à peindre des natures mortes ou se mettre au service de la résistance en renonçant au matérialisme.
Mais l'événement tragique de la perte de la raison de son mécène, Videsco, entraîne David vers le chemin de la résistance.
David va alors devenir l'« objet » d'une expérience menée par le gouvernement dans le but de pousser à l’extrême le lien entre les personnes et les objets.
Le roman est une fable contemporaine sur l’absurdité qui nous lie aux choses qui nous entourent, et parallèlement un clin d’œil kafkaïen.

## Les personnages
- David : héros du roman. C'est un artiste qui peint des natures mortes, soutenant ainsi la vision de la SPO, la Société Protectrice des Objets.
- Hugues Videsco : mécène du héros. C'est un collectionneur passionné d'objets rares et antiques.
- Patricia : compagne du héros. Elle est présente dans la première partie du roman et endosse un peu le rôle de la voix de la résistance face à la SPO.
- Kev Mathone : scientifique responsable du service « Recherches et Innovations » de la SPO. Il est à l'origine du projet « Solidarité avec nos frères objets ».
- Judith : résistante. Elle est arrêtée après avoir mis le feu à un magasin de vêtements. C'est l'un des cobayes de Kev Mathone. Il l'a « couplée » à « des centaines de robes, de tailleurs, de manteaux... »

Trois autres protagonistes font partie de ce groupe de cobayes :
- Mathias Grégori Mikofsky : scientifique. L'une de ses expériences a tué trois cents personnes. Il est « le conservateur d'une bibliothèque que personne ne lit, pas même moi... »
- Rodrigue : personnage habitant un chalet très bien entretenu, car il est « lié » à lui.
- Georges Sarella : véritable mélomane, possédant toute une collection de disques vinyles dont il doit s'occuper méticuleusement.

## Adaptation cinématographique
Le roman est adapté pour la télévision en 1988 par André Farwagi. Le déroulement de l'histoire de cette adaptation est légèrement différent de celui du roman. De plus, deux personnages ont été supprimés : Patricia, la compagne de David, et Georges Sarella, le mélomane. En outre, dans la fin écrite par André Farwagi, les héros ne retrouvent pas leur liberté.

## Divers
- Serge Brussolo fait référence à sa première nouvelle publiée Funnyway, lorsque le héros David décrit la bicyclette qui l'attend dans sa nouvelle maison et sur laquelle une plaque publicitaire annonce :

```
« Funnyway, la bicyclette qui dure longtemps
Funnyway, la bicyclette dont on est content »
[
1
]
```

- Les Lutteurs immobiles fait partie de La Bibliothèque idéale de la SF, éditée par les éditions Albin Michel en 1988.